# Parablastothrix sugonjaevi
Parablastothrix sugonjaevi är en stekelart som beskrevs av Logvinovskaya 1981. Parablastothrix sugonjaevi ingår i släktet Parablastothrix och familjen sköldlussteklar.
Artens utbredningsområde är Tadzjikistan. Inga underarter finns listade i Catalogue of Life.